# Eva Gröndahl
Eva Gröndahl, född 17 oktober 1948 på Lidingö, är en svensk skådespelare, regissör och manusförfattare.

## Biografi
Gröndahl utbildades vid Scenskolan i Malmö 1972–1975 och engagerades därefter vid Norrbottensteatern. Där mötte hos Lars Molin och kom att medverka i flera av dennes pjäser. Hennes första större roll kom i Vårt lilla bo (1979), baserad på Franz Xaver Kroetz' pjäs. Under 1980- och 1990-talen hade hon roller i flera Lars Molin-filmer, exempelvis som den frånskilda kvinnan i Saxofonhallicken (1987) och ungmön i Potatishandlaren (1996).
Från och med 1981 har Gröndahl i huvudsak varit verksam som teaterregissör och även manusförfattare med Kompanjon sökes, vilken uppfördes på Boulevardteatern 1989. 2003 regisserade hon kortfilmen Min första kärlek.
1998 mottog hon Carl Åkermarks stipendium, utdelat av Svenska Akademien.

## Filmografi
- 1973 – Bröllopet
- 1981 – Höjdhoppar'n
- 1982 – Alberts underliga resa (TV-serie)
- 1984 – Pengarna gör mannen
- 1987 – Trädet
- 1987 – Saxofonhallicken
- 1989 – Tre kärlekar (TV-serie)
- 1990 – Guds djärvaste ängel
- 1991 – Den goda viljan (TV-serie)
- 1992 – Kejsarn av Portugallien
- 1995 – Nära ögat
- 1995 – Snoken (TV-serie)
- 1996 – Potatishandlaren
- 1998 – Rederiet (TV-serie)
- 2004 – Linné och hans apostlar (TV-serie)
- 2009 – Tokyo Torpedo

### Regi
- 2003 – Min första kärlek

### Filmmanus
- 1987 – Trädet

## Teater

### Roller (ej komplett)
| År   | Roll | Produktion                                                            | Regi           | Teater             |
| ---- | ---- | --------------------------------------------------------------------- | -------------- | ------------------ |
| 1975 |      | Dalbotten u.p.a Arly Johansen                                         | Christian Lund | Norrbottensteatern |
| 1977 |      | Hermelinarna eller drömmen om stålverket Lars Molin och Macke Nilsson | Christian Lund | Norrbottensteatern |

### Regi (ej komplett)
| År   | Produktion                                                          | Upphovsmän                              | Teater                   |
| ---- | ------------------------------------------------------------------- | --------------------------------------- | ------------------------ |
| 1997 | La Barracca                                                         | Lars-Eric Brossner och Kjell Sundstedt  | Folkteatern              |
| 2000 | Pierrot eller Nattens hemligheter Pierrot ou les secrets de la nuit | Michel Tournier Översättning Per Holmer | Folkteatern              |
| 2005 | Två kvinnor The Breath of Life                                      | David Hare                              | Stockholms stadsteater   |
| 2007 | När glasdörren öppnas                                               | Karin Boldemann                         | Stockholms stadsteater   |
| 2016 | Kärlek är                                                           | Cecilia Sidenbladh                      | Kulturhuset Stadsteatern |
| 2018 | Camera                                                              | Jan-Erik Sääf och Staffan Aspegren      | Östgötateatern           |